# Valles de Sadacia
Valles de Sadacia es una indicación geográfica protegida utilizada para designar los vinos de la tierra elaborados con uvas producidas en las zonas vitícolas de cuatro valles de la comunidad autónoma de La Rioja, en España. Estos cuatro valles son los recorridos por los ríos Iregua, Leza, Cidacos y Alhama.
Los vinos producidos bajo esta indicación proceden exclusivamente de las variedades blancas Moscatel de grano menudo, Viura, Malvasía, Moscatel de Alejandría y Garnacha blanca, y pueden ser secos, semisecos, dulces y semidulces.